# Mamadou Diallo (voetballer, 2007)
Mamadou Aliou Diallo (21 februari 2007) is een Senegalees voetballer die sinds 2025 uitkomt voor KAA Gent.

## Clubcarrière
Diallo maakte in de zomer van 2025 de overstap van Diambars FC naar KAA Gent, een halfjaar nadat zijn land- en generatiegenoot El Hadji Seck al dezelfde stap had gezet. Diallo werd er aanvankelijk ondergebracht bij Jong KAA Gent, het beloftenelftal van de club dat kort daarvoor naar Eerste klasse B was gepromoveerd. Op de openingsspeeldag van de competitie liet trainer Thomas Matton hem starten tegen Olympic Club Charleroi.

## Clubstatistieken
| Seizoen         | Club            | Land            | Competitie      | Competitie | Competitie | Beker | Beker | Supercup | Supercup | Europees | Europees | Totaal | Totaal |
| Seizoen         | Club            | Land            | Competitie      | Wed.       | Dlp.       | Wed.  | Dlp.  | Wed.     | Dlp.     | Wed.     | Dlp.     | Wed.   | Dlp.   |
| --------------- | --------------- | --------------- | --------------- | ---------- | ---------- | ----- | ----- | -------- | -------- | -------- | -------- | ------ | ------ |
| 2025/26         | Jong KAA Gent   | Vlag van België | Eerste klasse B | 1          | 0          | —     | —     | —        | —        | —        | —        | 1      | 0      |
| Carrière totaal | Carrière totaal | Carrière totaal | Carrière totaal | 1          | 0          | 0     | 0     | 0        | 0        | 0        | 0        | 1      | 0      |

Bijgewerkt op 8 augustus 2025.

## Interlandcarrière
Diallo won in mei 2023 met Senegal –17 de Afrika Cup onder 17. Later dat jaar werd Diallo ook geselecteerd voor het WK onder 17 in Indonesië. Senegal overleefde er de groepsfase en sneuvelde in de achtste finale na een verloren strafschoppenreeks tegen Frankrijk.
2 Kotto ·
3 Brown ·
4 Watanabe ·
5 Lopes ·
6 Gandelman ·
8 Gerkens ·
9 Guðjohnsen ·
10 Omgba ·
11 Sonko ·
12 Gambor ·
13 Mitrović ·
14 Vanzeir‎ ·
15 Ito ·
16 Delorge ·
17 Hjulsager ·
18 Samoise ·
19 Surdez ·
20 Araújo ·
21 Dean ·
22 Fadiga ·
23 Torunarigha ·
24 Kums  ·
26 Fortin ·
27 De Vlieger ·
29 Varela ·
30 De Schrevel ·
32 Vandenberghe ·
33 Roef ·
35 De Meyer ·
45 Goore ·
Coach: Milićević
· Assistent-coach: Van Dessel